# U Písku (Středolabská tabule)
U Písku (341 m n. m.) je vrch v okrese Kutná Hora Středočeského kraje. Leží asi 1,5 km jihozápadně od obce Okřesaneč, na jejím katastrálním území. Je to nejvyšší bod Čáslavské tabule.

## Geomorfologické zařazení
Vrch náleží do celku Středolabská tabule, podcelku Čáslavská kotlina, okrsku Ronovská tabule a podokrsku Hostovlická kotlina.